# 加藤誠一
加藤誠一（かとう せいいち、1918年9月27日 - 1987年7月5日）は、日本の経済学者。学位は、経済学博士（立教大学・1980年）（学位論文「中小企業の国際比較にかんする実証的研究」）。立教大学名誉教授。

## 略歴
東京出身。1943年立教大学経済学部卒、同助手となる。海軍に入り、主計大尉で敗戦を迎え立教大学助手に復職し、1950年講師、1952年助教授、1960年教授、1984年定年となり名誉教授、中京大学教授を務めた。1980年、経済学博士（立教大学）の学位の取得。

## 著書
- 『中小企業の国際比較』東洋経済新報社 1967
- 『経済政策総論』税務経理協会 1979

### 共編著
- 『自由化と中小企業』三潴信邦共著 至誠堂 1962
- 『日本の中小企業 変動期に生きる道』三潴信邦共著 至誠堂 1966
- 『工業経済論』伊東岱吉,小林義雄共編 有斐閣双書 1968
- 『中小企業問題入門』編 有斐閣双書 1969
- 『先進国の中小企業比較』小林靖雄,滝沢菊太郎共編 有斐閣 中小企業叢書 1970
- 『現代中小企業基礎講座』全5巻 水野武,小林靖雄共編集 同友館 1976-77
- 『中小企業総論』渡辺俊三共著 有斐閣出版サービス 1986

### 翻訳
- ディヴィド・リカアドウ『経済学と課税の諸原理』研進社 1949
- アダム・スミス『国富論』研進社 1949
- ジヨセフ・スタインドル『小企業と大企業 企業規模の経済的諸問題』米田清貴共訳 巌松堂書店 1956